# Linguliformea
Linguliformea – podtyp ramienionogów, którego przedstawiciele występują od kambru do dziś.

## Charakterystyka
Linguliformea to ramienionogi o muszli zbudowanej z fosforanu wapnia i związków organicznych (ang. organophosphatic shell), o nóżce z celomą w środku, posiadające larwy planktotroficzne. Układ pokarmowy z odbytem.

## Systematyka
Według obecnie przyjmowanej systematyki podtyp Linguliformea obejmuje dwie gromady: Lingulata, posiadającą współczesnych przedstawicieli (ok. 25 gatunków), oraz wymarłą Paterinata. Według dawnej systematyki ramienionogów przedstawicieli Linguliformea zaliczano do bezzawiasowców (Inarticulata).